# Poughill
Poughill est un village des Cornouailles, en Angleterre. Le village fait partie de la paroisse civile de Bude–Stratton.